# Анваров, Шамиль Анварович
Шамиль Анварович Анваров (11 февраля 1963 – 4 августа 1982)— рядовой Вооружённых Сил СССР, участник войны в Афганистане, погиб при исполнении служебных обязанностей.

## Биография
Шамиль Анварович Анваров родился 11 февраля 1963 года в городе Салехарде Ямало-Ненецкого автономного округа Тюменской области. После окончания средней школы трудился радиомехаником в Салехардском радиотелевизионном передающем центре.
3 ноября 1981 года Анваров был призван на службу в Вооружённые Силы СССР Ямало-Ненецким окружным военным комиссариатом Тюменской области. В апреле 1982 года он был направлен для дальнейшего прохождения службы в Демократическую Республику Афганистан, в состав ограниченного контингента советских войск.
Участвовал в боевых действиях, будучи членом экипажа — наводчиком танка 285-го танкового полка 108-й мотострелковой дивизии. Много раз участвовал в проведении войсковых операций в районе города Баграма, где дислоцировалась его часть. 4 августа 1982 года в ходе очередного боевого выхода рядовой Шамиль Анварович Анваров был застрелен афганским снайпером.
Похоронен на кладбище посёлка Аксарка Приуральского района Ямало-Ненецкого автономного округа Тюменской области.

## Память
В честь Анварова названа улица в городе Салехарде.